# William Bateman-Hanbury (2e baron Bateman)
William Bateman-Hanbury, 2e baron Bateman (28 juillet 1826 - 30 novembre 1901), est un pair britannique et un homme politique conservateur.

## Biographie
Né William Hanbury à Kelmarsh, il est le fils de William Bateman-Hanbury (1er baron Bateman) et de sa femme Elizabeth, fille de Spencer Chichester, fils d'Arthur Chichester (1er marquis de Donegall). Il fait ses études au Collège d'Eton, puis au Trinity College, à Cambridge, où il obtient une maîtrise. En 1837, il prend sous licence royale le nom supplémentaire de Bateman.
Il succède à son père à la baronnie en 1845 et occupe son siège sur les bancs des conservateurs à la Chambre des lords. Il rejoint la cavalerie Yeomanry du Leicestershire en tant que cornet en 1847. Entre 1858 et 1859, il sert comme un Lord-in-waiting (whip du gouvernement à la Chambre des lords) au sein de l'administration conservatrice du comte de Derby. En 1852, après avoir été lieutenant-adjoint, il est nommé Lord Lieutenant du Herefordshire, poste qu'il occupe pendant près de cinquante ans jusqu'à sa mort en 1901.

## Famille
Lord Bateman épouse Agnes Kerrison, fille cadette du général Edward Kerrison (1er baronnet), le 13 mai 1854. Ils ont quatre fils et six filles. Il meurt le 30 novembre 1901 à l'âge de 75 ans. Son fils William lui succède dans la baronnie. Lady Bateman est décédée en 1918.